# Tennis Borussia Berlin 2009-2010
Questa voce raccoglie le informazioni riguardanti il Tennis Borussia Berlin nelle competizioni ufficiali della stagione 2009-2010.

## Stagione
Nella stagione 2009-2010 il Tennis Borussia Berlino, allenato da Thomas Herbst, concluse il campionato di Regionalliga nord al 15º posto e fu retrocesso in Oberliga. In Coppa di Germania il Tennis Borussia Berlino fu eliminato al primo turno dal Karlsruhe.

## Rosa
| N. |                     | Ruolo | Calciatore         |
| -- | ------------------- | ----- | ------------------ |
| 1  | Germania (bandiera) | P     | Marc Stillenmunkes |
| 2  | Germania (bandiera) | A     | Morten Jechow      |
| 3  | Germania (bandiera) | D     | Martin Neubert     |
| 4  | Germania (bandiera) | D     | Julian Austermann  |
| 5  | Germania (bandiera) | D     | Emre Anuk          |
| 6  | Germania (bandiera) | C     | Fuat Kalkan        |
| 7  | Germania (bandiera) | C     | Alexander Jakowitz |
| 8  | Germania (bandiera) | C     | Benjamin Griesert  |
| 9  | Germania (bandiera) | A     | Timo Breitkopf     |
| 11 | Turchia (bandiera)  | A     | Fatih Yiğituşağı   |
| 12 | Germania (bandiera) | C     | Sebastian Preuß    |
| 12 | Austria (bandiera)  | A     | Josip Djoja        |
| 13 | Germania (bandiera) | D     | Maximilian Wolchow |
| 14 | Germania (bandiera) | C     | Martin Lange       |

| N. |                     | Ruolo | Calciatore         |
| -- | ------------------- | ----- | ------------------ |
| 15 | Turchia (bandiera)  | D     | Ertan Turan        |
| 16 | Turchia (bandiera)  | C     | Erdal Bastürk      |
| 16 | Germania (bandiera) | C     | Aboubacar Condé    |
| 17 | Turchia (bandiera)  | C     | Gökhan Ahmetcik    |
| 18 | Germania (bandiera) | A     | Florian Beil       |
| 19 | Germania (bandiera) | A     | Timur Özgöz        |
| 20 | Germania (bandiera) | C     | Felix Below        |
| 21 | Germania (bandiera) | D     | Michael Laletin    |
| 22 | Germania (bandiera) | A     | Alpha-Oumar Bah    |
| 23 | Germania (bandiera) | C     | Tim Lensinger      |
| 30 | Germania (bandiera) | P     | Mirco Langen       |
| 31 | Germania (bandiera) | P     | Timo Hampf         |
|    | Germania (bandiera) | C     | Alexander Greinert |
|    | Ghana (bandiera)    | A     | Kwaku Afriyie      |

## Organigramma societario
Area tecnica
- Allenatore: Thomas Herbst
- Allenatore in seconda: Cemal Yildiz
- Preparatore dei portieri:
- Preparatori atletici:
- Analisi video:

## Calciomercato

### Sessione estiva
| Acquisti | Acquisti             | Acquisti          | Acquisti |
| R.       | Nome                 | da                | Modalità |
| -------- | -------------------- | ----------------- | -------- |
| C        | Erdal Bastürk        | Union Berlino     |          |
| A        | Florian Beil         | Hoffenheim II     |          |
| A        | Timo Breitkopf       | Sachsen Lipsia    |          |
| A        | Josip Djoja          | SV Haitzendorf    |          |
| D        | Sargon Duran         | Horn              |          |
| A        | Morten Jechow        | TeBe Berlino U19  |          |
| D        | Michael Laletin      | Hertha Berlino II |          |
| A        | Christian Landu-Tubi | RWD Molenbeek     |          |
| P        | Mirco Langen         | Bergedorf         |          |
| C        | Tim Lensinger        | Hertha Berlino II |          |
| A        | Timur Özgöz          | Torgelower        |          |

| Cessioni | Cessioni         | Cessioni             | Cessioni |
| R.       | Nome             | a                    | Modalità |
| -------- | ---------------- | -------------------- | -------- |
| A        | Deniz Aydogdu    | Balıkesirspor        |          |
| A        | Aymen Ben-Hatira | Siegen               |          |
| A        | Michael Fuß      | Berliner AK 07       |          |
| A        | Firat Karaduman  | BFC Dynamo           |          |
| C        | Mario Seelisch   | Falkensee-Finkenkrug |          |
| C        | Christian Streit | RB Lipsia            |          |
| C        | Dennis Vogler    | Falkensee-Finkenkrug |          |
| D        | Benjamin Wilcke  | Falkensee-Finkenkrug |          |

### Sessione invernale
| Acquisti | Acquisti           | Acquisti             | Acquisti |
| R.       | Nome               | da                   | Modalità |
| -------- | ------------------ | -------------------- | -------- |
| D        | Maximilian Wolchow | Falkensee-Finkenkrug |          |

| Cessioni | Cessioni     | Cessioni | Cessioni |
| R.       | Nome         | a        | Modalità |
| -------- | ------------ | -------- | -------- |
| D        | Sargon Duran | Horn     |          |

## Risultati

### Regionalliga

#### Girone di andata
| Arbitro: | Cortus |

|  |           |                         |
|  | Marcatori | 73’ Duran 78’ Breitkopf |

| Arbitro: | Born |

|                |           |                                                  |
| Yiğituşağı 82’ | Marcatori | 57’ Bolivard 62’ (aut.) Stillenmunkes 70’ Becker |

| Arbitro: | Kunzmann |

|  |           |                               |
|  | Marcatori | 41’ Landu-Tubi 57’ Yiğituşağı |

| Arbitro: | Hofmann |

|              |           |             |
| Griesert 63’ | Marcatori | 66’ Moslehe |

| Arbitro: | Trautmann |

|  |           |               |
|  | Marcatori | 67’ Breitkopf |

| Arbitro: | Dietz |

|  |           |                       |
|  | Marcatori | 15’, 75’ Schmiedebach |

| Arbitro: | Metzen |

|                               |           |  |
| Lachheb 30’ Kanitz 36’ (rig.) | Marcatori |  |

| Arbitro: | Bärmann |

|               |           |  |
| Yiğituşağı 5’ | Marcatori |  |

| Arbitro: | Schwermer |

|            |           |           |
| Winkel 39’ | Marcatori | 26’ Duran |

| Arbitro: | Schößling |

|  |           |                               |
|  | Marcatori | 21’ Neumann 34’ (rig.) Hoeneß |

| Arbitro: | Färber |

|                                    |           |  |
| Benduhn 21’ Reinhardt 32’ Löwe 70’ | Marcatori |  |

| Arbitro: | Günsch |

|  |           |                       |
|  | Marcatori | 2’ Könnecke 53’ Ziehl |

| Brema 31 ottobre 2009, ore 14:00 CET 13ª giornata | Oberneuland | 0 – 0 referto | TeBe Berlino | Sportpark Am Vinnenweg (250 spett.)\| Arbitro: \| Rohde \| |
| Arbitro:                                          | Rohde       |               |              |                                                            |

| Arbitro: | Dittrich |

|                                        |           |  |
| Yiğituşağı 24’ Anuk 85’ Landu-Tubi 90’ | Marcatori |  |

| Arbitro: | Pflaum |

|           |           |                     |
| Turan 85’ | Marcatori | 35’ Boček 74’ Gasch |

| Arbitro: | Willenborg |

|                                                            |           |  |
| Vujanović 12’, 49’ Fuchs 40’, 57’ Zander 51’ Sığa 67’, 82’ | Marcatori |  |

| Arbitro: | Jablonski |

|                |           |                                                |
| Yiğituşağı 24’ | Marcatori | 30’ (rig.), 76’ (rig.) Kazior 43’, 47’ Beister |

#### Girone di ritorno
| Arbitro: | Helwig |

|                                     |           |              |
| Below 49’ Breitkopf 50’ (rig.), 54’ | Marcatori | 23’ Grossert |

| Arbitro: | Robke |

|  |           |          |
|  | Marcatori | 63’ Beil |

| Arbitro: | Unger |

|                           |           |                              |
| Özgöz 47’ (rig.) Beil 54’ | Marcatori | 16’ Zimmermann 78’ Schindler |

| Arbitro: | Sönder |

|             |           |  |
| Moslehe 73’ | Marcatori |  |

| Arbitro: | Gorniak |

|                  |           |          |
| Özgöz 52’ (rig.) | Marcatori | 86’ Civa |

| Arbitro: | Schüller |

|                           |           |  |
| Schlaudraff 54’ Ernst 57’ | Marcatori |  |

| Arbitro: | Helwig |

|          |           |            |
| Beil 85’ | Marcatori | 22’ Kanitz |

| Braunschweig 20 marzo 2010, ore 12:00 CET 25ª giornata | Goslarer  | 0 – 0 referto | TeBe Berlino | Eintracht-Stadion (190 spett.)\| Arbitro: \| Schwermer \| |
| Arbitro:                                               | Schwermer |               |              |                                                           |

| Arbitro: | Marx |

|                        |           |              |
| Breitkopf 43’ Anuk 63’ | Marcatori | 87’ Pichinot |

| Arbitro: | Hussein |

|             |           |           |
| Stephan 67’ | Marcatori | 45’ Özgöz |

| Berlino 11 aprile 2010, ore 13:30 CEST 28ª giornata | TeBe Berlino | 0 – 0 referto | Chemnitz | Mommsenstadion (654 spett.)\| Arbitro: \| Bartsch \| |
| Arbitro:                                            | Bartsch      |               |          |                                                      |

| Arbitro: | Günsch |

|                       |           |  |
| Klos 30’ Lumbilla 87’ | Marcatori |  |

| Arbitro: | Hofmann |

|               |           |                                                  |
| Beil 15’, 30’ | Marcatori | 37’ (aut.) Kalkan 42’ Karapetyan 66’ Matiasovits |

| Arbitro: | Heitmann |

|                            |           |  |
| Lange 33’ Richter 60’, 74’ | Marcatori |  |

| Arbitro: | Ostheimer |

|                    |           |                        |
| Boček 76’ Pikl 90’ | Marcatori | 8’ Lange 53’ Breitkopf |

| Arbitro: | Thielert |

|                                |           |                                                   |
| Özgöz 31’ (rig.), 70’ Beil 62’ | Marcatori | 12’ Vujanović 55’ Falkenberg 80’ Fuchs 86’ Zander |

| Arbitro: | Ehlers |

|                         |           |           |
| Groß 35’ Leschinski 55’ | Marcatori | 23’ Özgöz |

### Coppa di Germania
| Arbitro: | Thielert |

|  |           |                             |
|  | Marcatori | 35’ Buck 82’ (aut.) Neubert |

## Statistiche

### Statistiche di squadra
| Competizione      | Punti | In casa | In casa | In casa | In casa | In casa | In casa | In trasferta | In trasferta | In trasferta | In trasferta | In trasferta | In trasferta | Totale | Totale | Totale | Totale | Totale | Totale | DR  |
| Competizione      | Punti | G       | V       | N       | P       | Gf      | Gs      | G            | V            | N            | P            | Gf           | Gs           | G      | V      | N      | P      | Gf     | Gs     | DR  |
| ----------------- | ----- | ------- | ------- | ------- | ------- | ------- | ------- | ------------ | ------------ | ------------ | ------------ | ------------ | ------------ | ------ | ------ | ------ | ------ | ------ | ------ | --- |
| Regionalliga nord | 34    | 17      | 4       | 5       | 8       | 22      | 29      | 17           | 4            | 5            | 8            | 11           | 26           | 34     | 8      | 10     | 16     | 33     | 55     | -22 |
| Coppa di Germania | -     | 1       | 0       | 0       | 1       | 0       | 2       | 0            | 0            | 0            | 0            | 0            | 0            | 1      | 0      | 0      | 1      | 0      | 2      | -2  |
| Totale            | 34    | 18      | 4       | 5       | 9       | 22      | 31      | 17           | 4            | 5            | 8            | 11           | 26           | 35     | 8      | 10     | 17     | 33     | 57     | -24 |

### Andamento in campionato
| Giornata  | 1 | 2 | 3 | 4 | 5 | 6 | 7 | 8 | 9 | 10 | 11 | 12 | 13 | 14 | 15 | 16 | 17 | 18 | 19 | 20 | 21 | 22 | 23 | 24 | 25 | 26 | 27 | 28 | 29 | 30 | 31 | 32 | 33 | 34 |
| --------- | - | - | - | - | - | - | - | - | - | -- | -- | -- | -- | -- | -- | -- | -- | -- | -- | -- | -- | -- | -- | -- | -- | -- | -- | -- | -- | -- | -- | -- | -- | -- |
| Luogo     | T | C | T | C | T | C | T | C | T | C  | T  | C  | T  | C  | C  | T  | C  | C  | T  | C  | T  | C  | T  | C  | T  | C  | T  | C  | T  | C  | T  | T  | C  | T  |
| Risultato | V | P | V | N | V | P | P | V | N | P  | P  | P  | N  | V  | P  | P  | P  | V  | V  | N  | P  | N  | P  | N  | N  | V  | N  | N  | P  | P  | P  | N  | P  | P  |
| Posizione | 3 | 7 | 4 | 5 | 4 | 6 | 8 | 8 | 7 | 10 | 11 | 12 | 12 | 10 | 12 | 13 | 16 | 13 | 10 | 10 | 12 | 14 | 15 | 14 | 15 | 12 | 11 | 11 | 12 | 13 | 13 | 14 | 15 | 15 |

Legenda:

Luogo: C = Casa; T = Trasferta. Risultato: V = Vittoria; N = Pareggio; P = Sconfitta.

### Statistiche dei giocatori
| Giocatore        | Regionalliga nord | Regionalliga nord | Regionalliga nord | Regionalliga nord | Coppa di Germania | Coppa di Germania | Coppa di Germania | Coppa di Germania | Totale   | Totale | Totale      | Totale     |
| Giocatore        | Presenze          | Reti              | Ammonizioni       | Espulsioni        | Presenze          | Reti              | Ammonizioni       | Espulsioni        | Presenze | Reti   | Ammonizioni | Espulsioni |
| ---------------- | ----------------- | ----------------- | ----------------- | ----------------- | ----------------- | ----------------- | ----------------- | ----------------- | -------- | ------ | ----------- | ---------- |
| K. Afriyie       | 2                 | 0                 | 0                 | 0                 | 0                 | 0                 | 0                 | 0                 | 2        | 0      | 0           | 0          |
| G. Ahmetcik      | 28                | 0                 | 7                 | 0                 | 1                 | 0                 | 0                 | 0                 | 29       | 0      | 7           | 0          |
| E. Anuk          | 26                | 2                 | 6                 | 1                 | 0                 | 0                 | 0                 | 0                 | 26       | 2      | 6           | 1          |
| J. Austermann    | 25                | 0                 | 4                 | 0                 | 1                 | 0                 | 0                 | 0                 | 26       | 0      | 4           | 0          |
| A. Bah           | 1                 | 0                 | 0                 | 0                 | 0                 | 0                 | 0                 | 0                 | 1        | 0      | 0           | 0          |
| E. Bastürk       | 4                 | 0                 | 0                 | 0                 | 0                 | 0                 | 0                 | 0                 | 4        | 0      | 0           | 0          |
| F. Beil          | 31                | 6                 | 1                 | 0                 | 1                 | 0                 | 0                 | 0                 | 32       | 6      | 1           | 0          |
| F. Below         | 16                | 1                 | 5                 | 0                 | 1                 | 0                 | 0                 | 0                 | 17       | 1      | 5           | 0          |
| T. Breitkopf     | 25                | 6                 | 5                 | 1                 | 1                 | 0                 | 0                 | 0                 | 26       | 6      | 5           | 1          |
| A. Condé         | 2                 | 0                 | 0                 | 0                 | 0                 | 0                 | 0                 | 0                 | 2        | 0      | 0           | 0          |
| J. Djoja         | 0                 | 0                 | 0                 | 0                 | 0                 | 0                 | 0                 | 0                 | 0        | 0      | 0           | 0          |
| S. Duran         | 17                | 2                 | 5                 | 0                 | 1                 | 0                 | 0                 | 0                 | 18       | 2      | 5           | 0          |
| A. Greinert      | 0                 | 0                 | 0                 | 0                 | 0                 | 0                 | 0                 | 0                 | 0        | 0      | 0           | 0          |
| B. Griesert      | 8                 | 1                 | 1                 | 0                 | 1                 | 0                 | 0                 | 0                 | 9        | 1      | 1           | 0          |
| T. Hampf         | 5                 | 0                 | 0                 | 0                 | 0                 | 0                 | 0                 | 0                 | 5        | 0      | 0           | 0          |
| A. Jakowitz      | 14                | 0                 | 5                 | 0                 | 1                 | 0                 | 1                 | 0                 | 15       | 0      | 6           | 0          |
| M. Jechow        | 17                | 0                 | 0                 | 0                 | 0                 | 0                 | 0                 | 0                 | 17       | 0      | 0           | 0          |
| F. Kalkan        | 14                | 0                 | 3                 | 0                 | 0                 | 0                 | 0                 | 0                 | 14       | 0      | 3           | 0          |
| M. Laletin       | 32                | 0                 | 5                 | 0                 | 0                 | 0                 | 0                 | 0                 | 32       | 0      | 5           | 0          |
| C. Landu-Tubi    | 16                | 2                 | 3                 | 1                 | 1                 | 0                 | 0                 | 0                 | 17       | 2      | 3           | 1          |
| M. Lange         | 17                | 1                 | 0                 | 0                 | 0                 | 0                 | 0                 | 0                 | 17       | 1      | 0           | 0          |
| M. Langen        | 13                | 0                 | 1                 | 0                 | 0                 | 0                 | 0                 | 0                 | 13       | 0      | 1           | 0          |
| T. Lensinger     | 13                | 0                 | 0                 | 0                 | 0                 | 0                 | 0                 | 0                 | 13       | 0      | 0           | 0          |
| M. Neubert       | 31                | 0                 | 6                 | 0                 | 1                 | 0                 | 0                 | 0                 | 32       | 0      | 6           | 0          |
| S. Preuß         | 1                 | 0                 | 0                 | 0                 | 0                 | 0                 | 0                 | 0                 | 1        | 0      | 0           | 0          |
| M. Stillenmunkes | 20                | 0                 | 1                 | 0                 | 1                 | 0                 | 0                 | 0                 | 21       | 0      | 1           | 0          |
| E. Turan         | 20                | 1                 | 1                 | 0                 | 1                 | 0                 | 0                 | 0                 | 21       | 1      | 1           | 0          |
| M. Wolchow       | 9                 | 0                 | 3                 | 0                 | 0                 | 0                 | 0                 | 0                 | 9        | 0      | 3           | 0          |
| F. Yiğituşağı    | 23                | 5                 | 5                 | 0                 | 1                 | 0                 | 0                 | 0                 | 24       | 5      | 5           | 0          |
| T. Özgöz         | 27                | 6                 | 2                 | 1                 | 1                 | 0                 | 0                 | 0                 | 28       | 6      | 2           | 1          |